# Giulia Crostarosa
Giulia Crostarosa (31 de outubro de 1696 - 14 de setembro de 1755) foi uma freira católica romana italiana que fundou a Ordem do Santíssimo Redentor (Redentoristas). Ela relatou uma série de visões que levaram ao estabelecimento de uma congregação com regras próprias. Assumiu o nome religioso de “ Maria Celeste ” ao se tornar freira professa.
O Papa Francisco declarou-a Venerável pela sua vida de virtudes heroicas em 3 de junho de 2013; em 2015 foi aprovado um milagre atribuído à sua intercessão que abriu caminho à sua beatificação, que teve lugar a 18 de junho de 2016 em Foggia, presidida pelo Cardeal Angelo Amato em nome do Papa.

## Vida
Giulia Crostarosa nasceu em 31 de outubro de 1696 em Nápoles  com o nome de batismo de Giulia Marcella Crostarosa. Ela foi a décima de doze filhos de Francesco Crostarosa e Paola Battistini Caldari;  descendente dos Senhores de Abruzzo e Áquila.
Crostarosa esteve imersa na vida espiritual e colaborou com o Padre Bartolomeo Cacace que serviu como seu diretor espiritual. Quando adolescente, acompanhou sua irmã Ursula a Marigliano para se tornar freira em 1716. Lá ela conheceu o Padre Thomas Falcoia, dos Pios Trabalhadores, que serviu como assistente espiritual após a morte de Cacace. Ela permaneceu no convento por menos de uma década e em 1724 mudou-se junto com sua irmã para ingressar em um conservatório religioso fundado por Falcoia em Scala, bem acima da Baía de Amalfi. 
Sua primeira visão registrada de Jesus Cristo foi em 25 de abril de 1725, quando ela ainda era noviça, na qual viu pela primeira vez o que logo se tornaria a congregação que ela estabeleceria. Crostarosa anotou a regra e mostrou-a a Falcoia, diretor do convento. Ele submeteu a nova Regra a vários teólogos, que a aprovaram, e disse que poderia ser adotada no convento de Scala, desde que a comunidade a aceitasse. No entanto, a madre superiora opôs-se e o superior geral dos "Pios Trabalhadores" de Falcoia proibiu qualquer mudança de regra e retirou Falcoia de todas as comunicações com o convento. Em outubro de 1730, Falcoia foi consagrado bispo de Castellamare, e livre, sujeito à aprovação do bispo de Scala, para agir em relação ao convento como bem entendesse. 
Afonso Ligório, amigo de Falcoia, deu um retiro às freiras de Scala e obteve permissão do Bispo de Scala para a mudança. Em 1731, o convento adoptou por unanimidade a nova Regra, juntamente com o hábito vermelho e azul, cores tradicionais das vestes de Nosso Senhor.  Depois de se tornar freira assumiu o nome de “Maria Celeste”. 
Crostarosa deixou Scala em 1733 e foi para Nocera Inferiore. Foi em Foggia, em 19 de março de 1738, que ela fundou as Freiras Redentoristas.  Ela serviu como superiora da ordem por menos de duas décadas. Ela tinha a estima de Liguori e Gerardo Majella. 
Giulia Crostarosa morreu em Foggia em 14 de setembro de 1755. Suas experiências espirituais estão contidas em numerosos documentos de considerável valor após sua morte, bem como naqueles que ela guardou durante sua vida. 

## Processo de beatificação
Os escritos espirituais de Crostarosa foram aprovados pelos teólogos em 11 de dezembro de 1895.  O processo de beatificação foi iniciado em Foggia em 11 de agosto de 1901, concedendo-lhe o título de Serva de Deus.  O Papa Francisco aprovou as conclusões da Congregação para as Causas dos Santos e proclamou-a Venerável em 3 de junho de 2013 por conta de suas virtudes heroicas. 
Um milagre atribuído à sua intercessão foi investigado a nível local e foi validado em 6 de dezembro de 2013. O papa aprovou o milagre em 14 de dezembro de 2015. O cardeal Angelo Amato presidiu a beatificação em 18 de junho de 2016 em Foggia em nome do papa. 